# Bee (Lied)
Bee ist ein englischsprachiger Popmusik-Titel, der im Finale von Unser Star für Oslo am 12. März 2010 von Jennifer Braun und Lena Meyer-Landrut erstmals aufgeführt wurde. Vor allem durch Downloads nach der Show – der Titel wurde als B-Seite der Single Satellite veröffentlicht – erreichte er in der Version von Lena Meyer-Landrut am 26. März 2010 Platz 3 der deutschen Charts.

## Produktion
Autoren sind Mayaeni Strauss, die US-amerikanisch-israelische Songwriterin Rosi Golan sowie der norwegische Komponist Per Kristian Ottestad. Ottestad ist Co-Autor des Titels Come Undone von Robbie Williams, Golan ist bekannt durch das Lied Think of Me aus dem Film Das Leuchten der Stille.
Zusammen mit Satellite wurde Bee vom Team um Stefan Raab aus 300 Liedern als gemeinsamer Beitrag der beiden Finalistinnen beim deutschen Vorentscheid für den Eurovision Song Contest 2010 in Oslo ausgewählt. Bee konnte sich jedoch bei der Telefonabstimmung nicht durchsetzen. Bee wurde am 7. Mai 2010 auf dem Album My Cassette Player von Lena Meyer-Landrut veröffentlicht.

## Kritik
„Vor allem wird nun aber deutlich, dass (...) das eingängig-verspielte Bee der bessere Eurovision Song Contest-Beitrag gewesen wäre. Hier trifft Lena nun aber wirklich keine Schuld, denn so haben es ihre Fans eben gewollt.“

## Charts und Chartplatzierungen

### Version von Lena-Meyer-Landrut
| ChartsChartplatzierungen | Höchstplatzierung | Wochen |
| ------------------------ | ----------------- | ------ |
| Deutschland (GfK)        | 3 (13 Wo.)        | 13     |
| Österreich (Ö3)          | 26 (6 Wo.)        | 6      |
| Schweiz (IFPI)           | 27 (3 Wo.)        | 3      |

| ChartsJahrescharts (2010) | Platzierung |
| ------------------------- | ----------- |
| Deutschland (GfK)         | 99          |

### Version von Jennifer Braun
| ChartsChartplatzierungen | Höchstplatzierung | Wochen |
| ------------------------ | ----------------- | ------ |
| Deutschland (GfK)        | 21 (3 Wo.)        | 3      |